# Като Ёсиаки
Като Ёсиаки (加藤嘉明, 1563, Hazu district — 7 октября 1631, Sakurada, Токио) — японский самурайский военачальник периода Эдо, адмирал, даймё Иё-Мацуяма-хана (1600—1627) и Айдзу-хана (1627—1631).

## Биография
Представитель рода Като, который был вассалом рода Мацудайра. Родился в провинции Микава, был старшим сыном Като Киокира.
Като Ёсиаки был вассалом клана Ода с 1576 года. Первой битвой, в которой принимал участие Като Ёсиаки, произошла в 1578 году — осада замка Микиширо. Впоследствии он стал служить Тоётоми Хидэёси. Впервые Като Ёсиаки проявил себя в битве при Сидзугатакэ (1583), после которой вошел в знаменитый список «семи копий Сидзугатакэ».
В 1584 году Като Ёсиаки на стороне Тоётоми участвовал в военной кампании при Комаки. В том же году он отличился при завоевании Тоётоми Хидэёси острова Сикоку.
В 1586 году стал одним из адмиралом Тоётоми Хидэёси и командовал боевыми кораблями в кампаниях на острове Кюсю в 1587 году и во время осады Одавара в 1590 году. В награду он получил во владение домен Мацудзаки-хан с доходом в 100 тысяч коку риса. Като Ёсиаки участвовал в военных кампаниях Тоётоми Хидэёси в Корее (1592—1593, 1597—1598 годы), он принимал участие в морских боях у южного побережья полуострова. В 1594 году на некоторое время он вернулся в Японию.
После смерти Тоётоми Хидэёси Като Ёсиаки перешел на службу к Токугава Иэясу и участвовал на его стороне в битве при Секигахара в 1600 году. В ней он командовал 3 тысячами воинов в авангарде восточной коалиции, его отряд участвовал в схватке с силами Сима Сакон. За свою службу он получил обширные земли (Иё-Мацуяма-хан) в провинции Иё (теперь это префектура Эхимэ) — Айдзу-хан с доходом в 200 тысяч коку риса.
В 1602 году Като Ёсиаки начал строительство замка Мацуяма на холме Кацуяма в качестве своей главной резиденции. Строительство продолжалось 25 лет и закончилось в 1627 году. В 1614 и 1615 годах он принимал участие в двух осакских кампаниях Токугава Иэясу. Он последовательно служил сёгунам из династии Токугава — Хидэтаде и Иэмицу. В 1626 году он получил должность камергера. В том же году Като Ёсиаки получил должность начальника стражи при императоре Го-Мидзуно.
В 1627 году после смерти бездетного Гамо Тадасато Като Ёсиаки получил его бывшее владение в Айдзу-хан в провинции Муцу с доходом 400 тысяч коку риса. В 1631 году он скончался от болезни в Эдо.
Титул даймё Айдзу-хана унаследовал его сын Като Акинари (1631—1643).